# Рейвілл (Міссурі)
Рейвілл (англ. Rayville) — переписна місцевість (CDP) в США, в окрузі Рей штату Міссурі. Населення — 157 осіб (2020).

## Географія
Рейвілл розташований за координатами 39°20′52″ пн. ш. 94°3′53″ зх. д. / 39.34778° пн. ш. 94.06472° зх. д. (39.347766, -94.064731).  За даними Бюро перепису населення США в 2010 році переписна місцевість мала площу 0,64 км², уся площа — суходіл. В 2017 році площа становила 0,85 км², уся площа — суходіл.

## Демографія
Згідно з переписом 2010 року, у селищі мешкали 223 особи в 68 домогосподарствах у складі 54 родин. Густота населення становила 349 осіб/км².  Було 75 помешкань (117/км²).
Расовий склад населення:
| - 97,3 % — білих - 0,4 % — чорних або афроамериканців |

До двох чи більше рас належало 2,2 %. Частка іспаномовних становила 1,3 % від усіх жителів.
За віковим діапазоном населення розподілялося таким чином: 33,2 % — особи молодші 18 років, 55,1 % — особи у віці 18—64 років, 11,7 % — особи у віці 65 років та старші. Медіана віку мешканця становила 30,5 року. На 100 осіб жіночої статі у селищі припадало 118,6 чоловіків;  на 100 жінок у віці від 18 років та старших — 119,1 чоловіків також старших 18 років.
Середній дохід на одне домашнє господарство  становив 38 332 долари США (медіана — 38 846), а середній дохід на одну сім'ю — 46 540 доларів (медіана — 39 583). За межею бідності перебувало 21,9 % осіб, у тому числі 25,6 % дітей у віці до 18 років та 11,8 % осіб у віці 65 років та старших.
Цивільне працевлаштоване населення становило 70 осіб. Основні галузі зайнятості: виробництво — 41,4 %, роздрібна торгівля — 14,3 %, науковці, спеціалісти, менеджери — 8,6 %, мистецтво, розваги та відпочинок — 8,6 %.